# Торгау
То́ргау (нем. Torgau, н.-луж. Torhow, в.-луж. Torgawa, чеш. Torgava) — город в Германии на реке Эльба, в федеральной земле Саксония.

## История
Изначально на месте города существовало славянское деревянное поселение.
Некоторые даты из городской хроники:
- 973 год: первое упоминание Торгау как «torgov»
- 1119 год: Торгау, уже имеющий свою крепость, переходит во владение маркграфов Мейсена
- 1267 год: Торгау получает статус города
- 1482—1623 года: строительство замка Хартенфельс
- 1514 год: Торгау получает свой герб
- 1530 год: Мартин Лютер и его соратники составляют «Торгауские статьи» (нем. Torgauer Artikel), ставшие основой Аугсбургского исповедания
- 1552 год: Катарина фон Бора, вдова Мартина Лютера, умирает в Торгау от последствий несчастного случая (похоронена в городской церкви Святой Марии)
- 1711 год: Пётр I празднует в Торгау свадьбу своего наследника Алексея Петровича с Софией Вольфенбюттельской
- 1760 год: вблизи Торгау происходит последнее крупное сражение Семилетней войны
- 1815 год: по решению Венского конгресса Торгау отходит к Пруссии
- 25 апреля 1945 года: у берегов Эльбы в районе Торгау встретились армии союзников (1-й Украинский фронт под руководством Конева и американские союзники).
- 1946 год: в Торгау организованы советские спецлагеря № 8 (нем. Brückenkopf) и № 10 (нем. Fort Zinna).

## Достопримечательности
Одной из наиболее важных достопримечательностей города является замок Хартенфельс — единственный сохранившийся замок эпохи раннего ренессанса в Германии.
Кроме того, достойны упоминания:
- городская церковь Святой Марии (восточная часть начала XIII века)[6]
- дом священника (нем. Priesterhaus) (годы строительства: 1493-1494), некогда подаренный немецкому теологу и деятелю Реформации Георгу Спалатину курфюрстом Фридрихом III Мудрым[7]
- построенная в 1579 году ратуша, называемая самой красивой в Саксонии[8]
- дом бургомистра Рингенхайна (нем. Ringenhain), сохранивший свой внешний облик и часть интерьера со времён его постройки (1596 год)[9]
- старейший в Германии магазин игрушек Карла Лёбнера (нем. Carl Loebner), остающийся в семейном владении с 1685 года[10][11]

## Уроженцы Торгау
К числу известных личностей, родившихся в Торгау, относятся:
- Кристина Саксонская — королева Дании, Норвегии и Швеции
- Фридрих III Мудрый — курфюрст Саксонии
- Фридрих Саксонский — великий магистр Тевтонского ордена
- Николаус Амсдорф — теолог и первый лютеранский епископ
- Иоганн Фридрих Великодушный — курфюрст Саксонии
- Иоганн Фридрих II Средний — герцог Саксонии
- Иоганн Вильгельм Саксен-Веймарский — герцог Саксонии
- Иоганн Фридрих III Младший — герцог Саксонии
- Иоганн Филипп — первый герцог Саксен-Альтенбургский
- Фридрих Саксен-Альтенбургский — герцог Саксен-Альтенбургский
- Иоганн Вильгельм Саксен-Альтенбургский — герцог Саксен-Альтенбургский
- Эдуард Оскар Шмидт — немецкий зоолог
- Мартин Вайзе — немецкий политик, антифашист
- Вернер Хаарнагель — немецкий археолог
- Йенс Мюллер — немецкий спортсмен-саночник

## Галерея

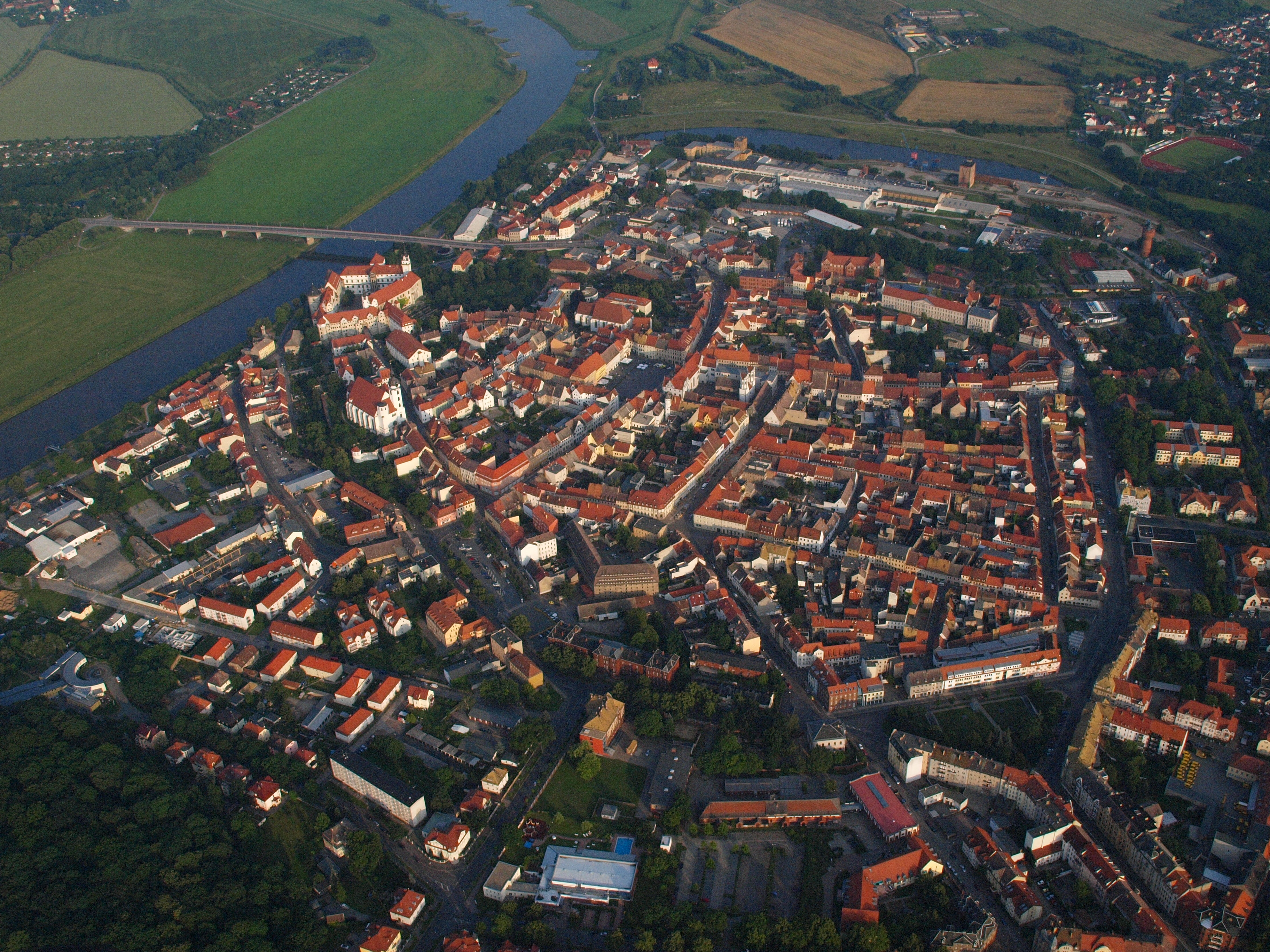
Торгау с высоты птичьего полёта
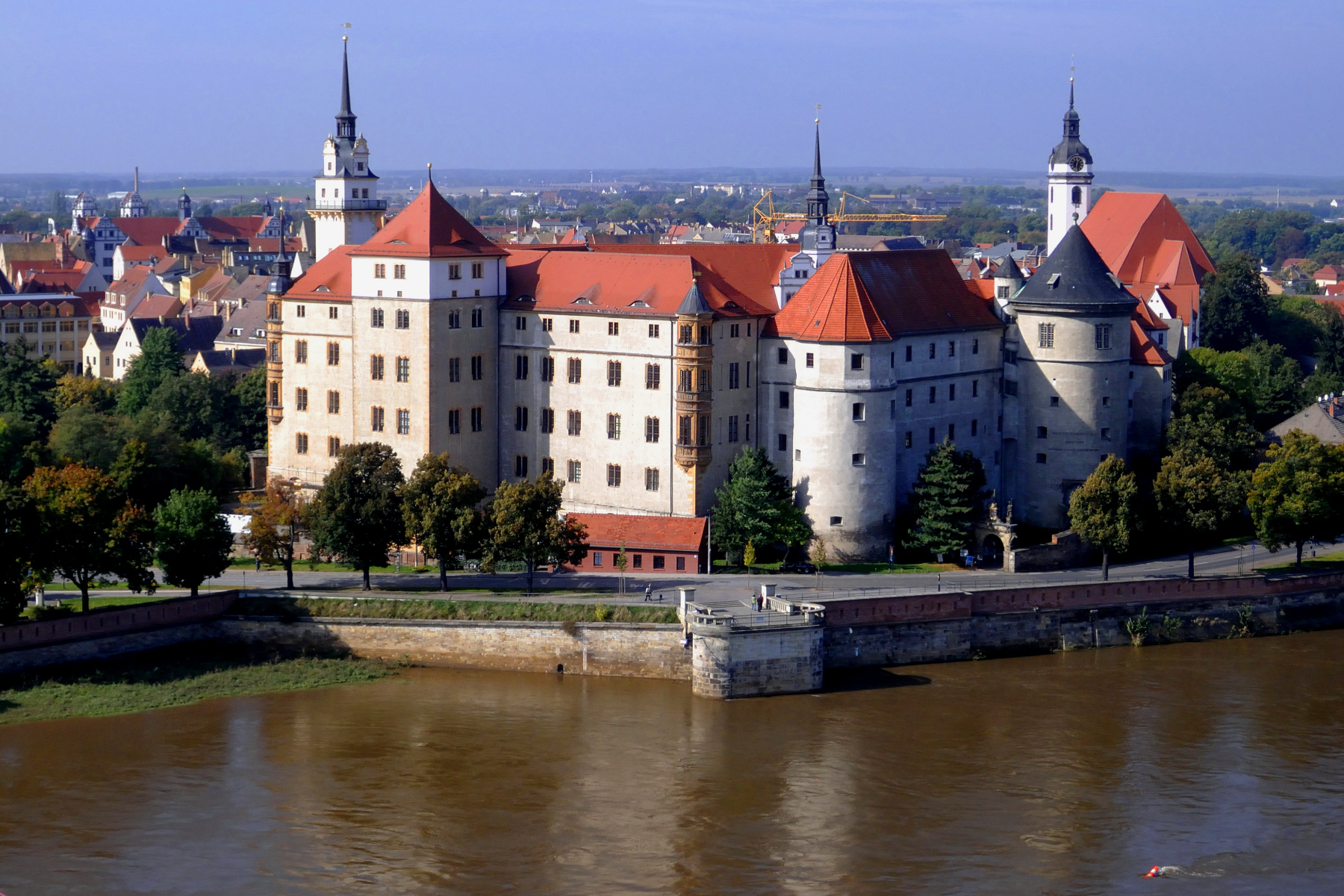
Замок Хартенфельс
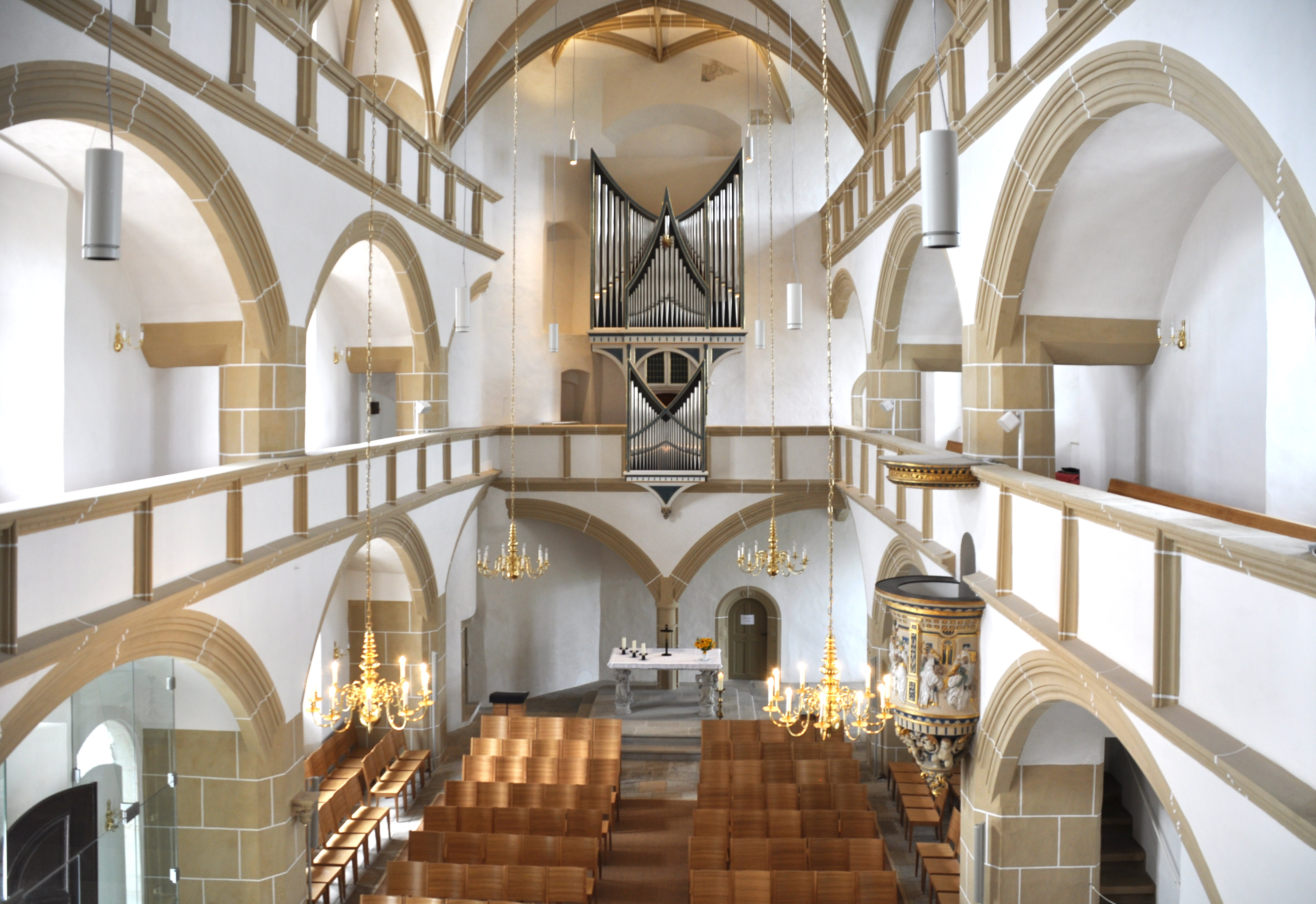
Замковая церковь (освящена в 1544 году Мартином Лютером)
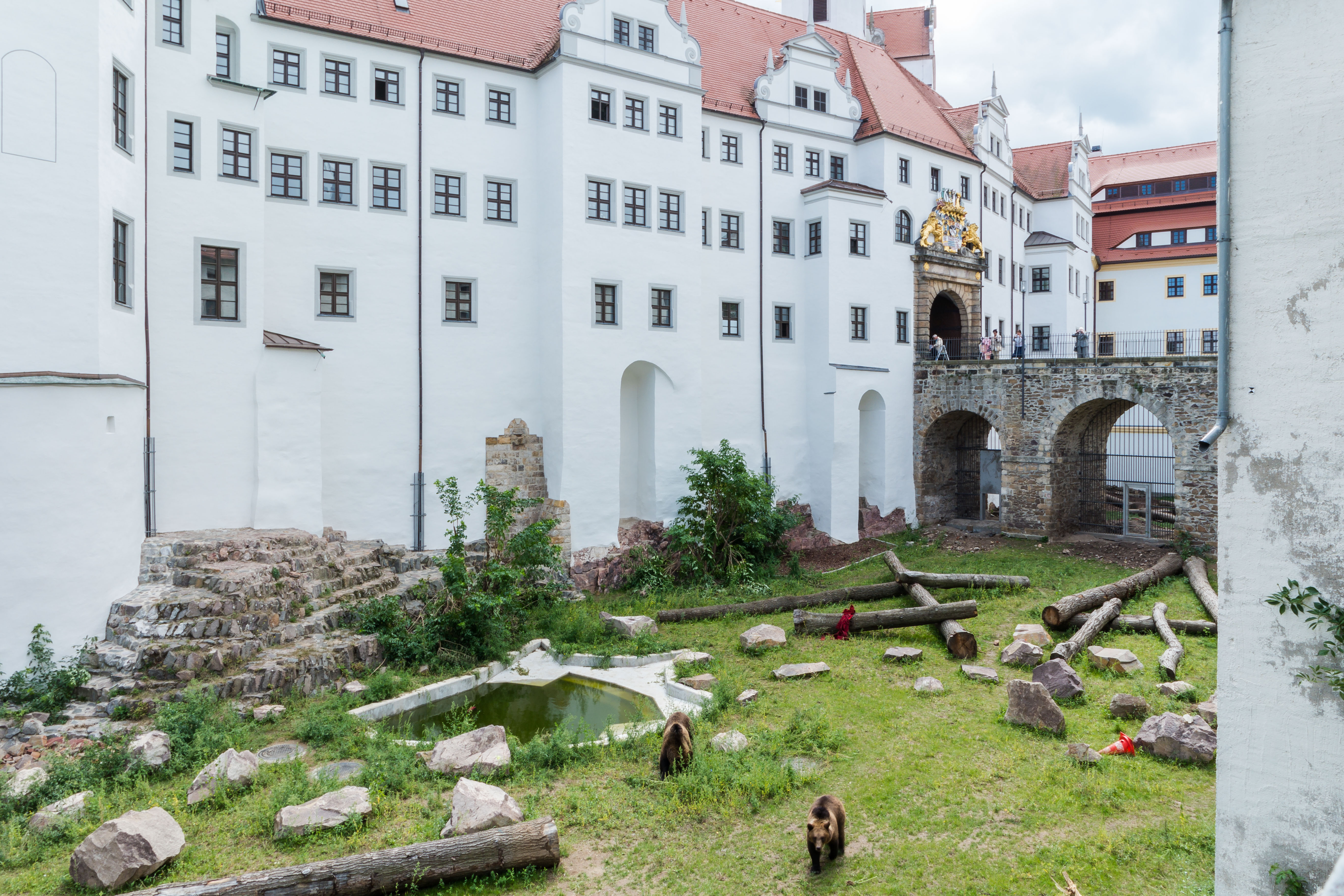
Медвежий питомник на входе в замок
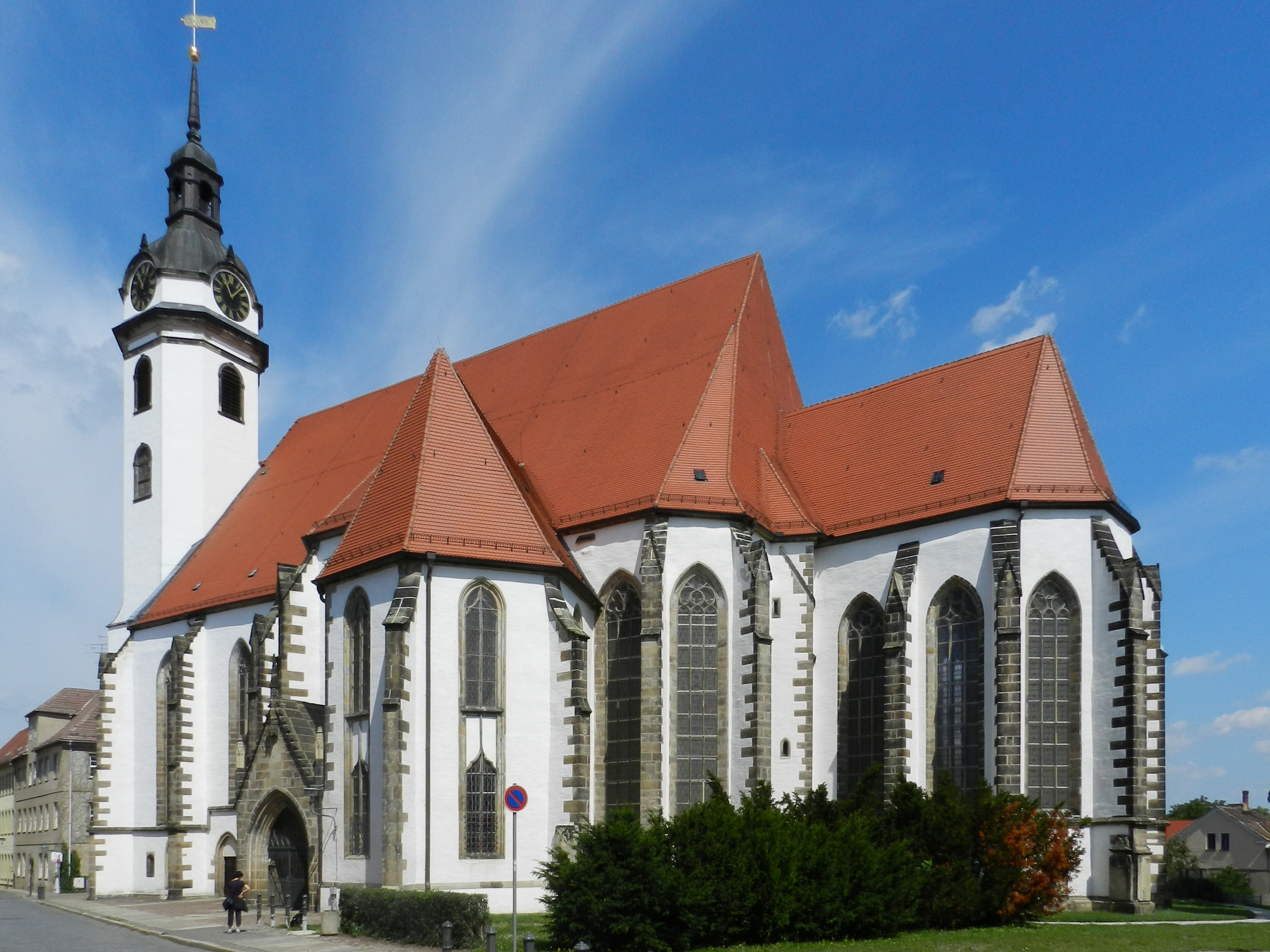
Церковь Святой Марии
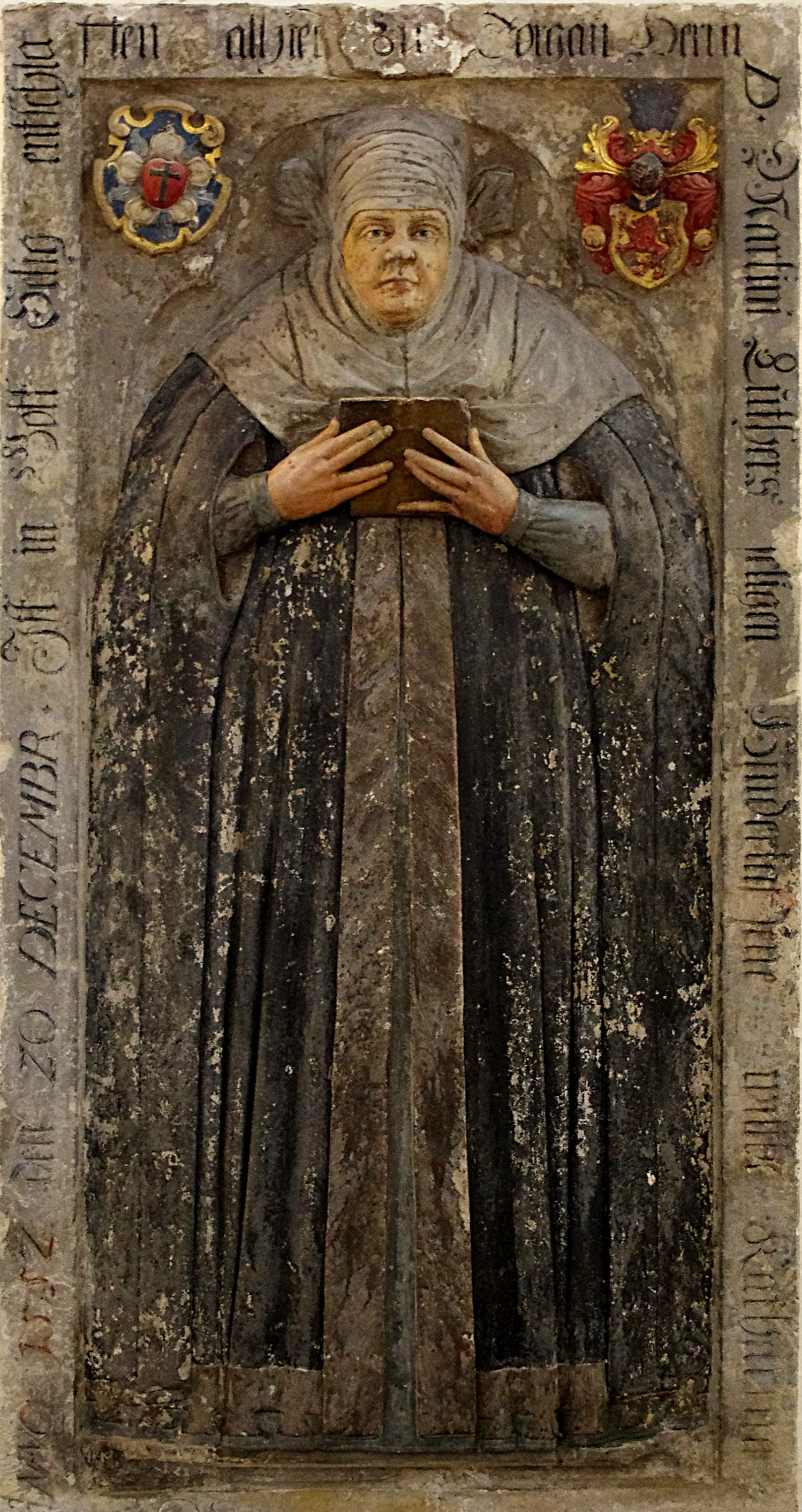
Надгробная плита Катарины фон Бора в церкви Святой Марии
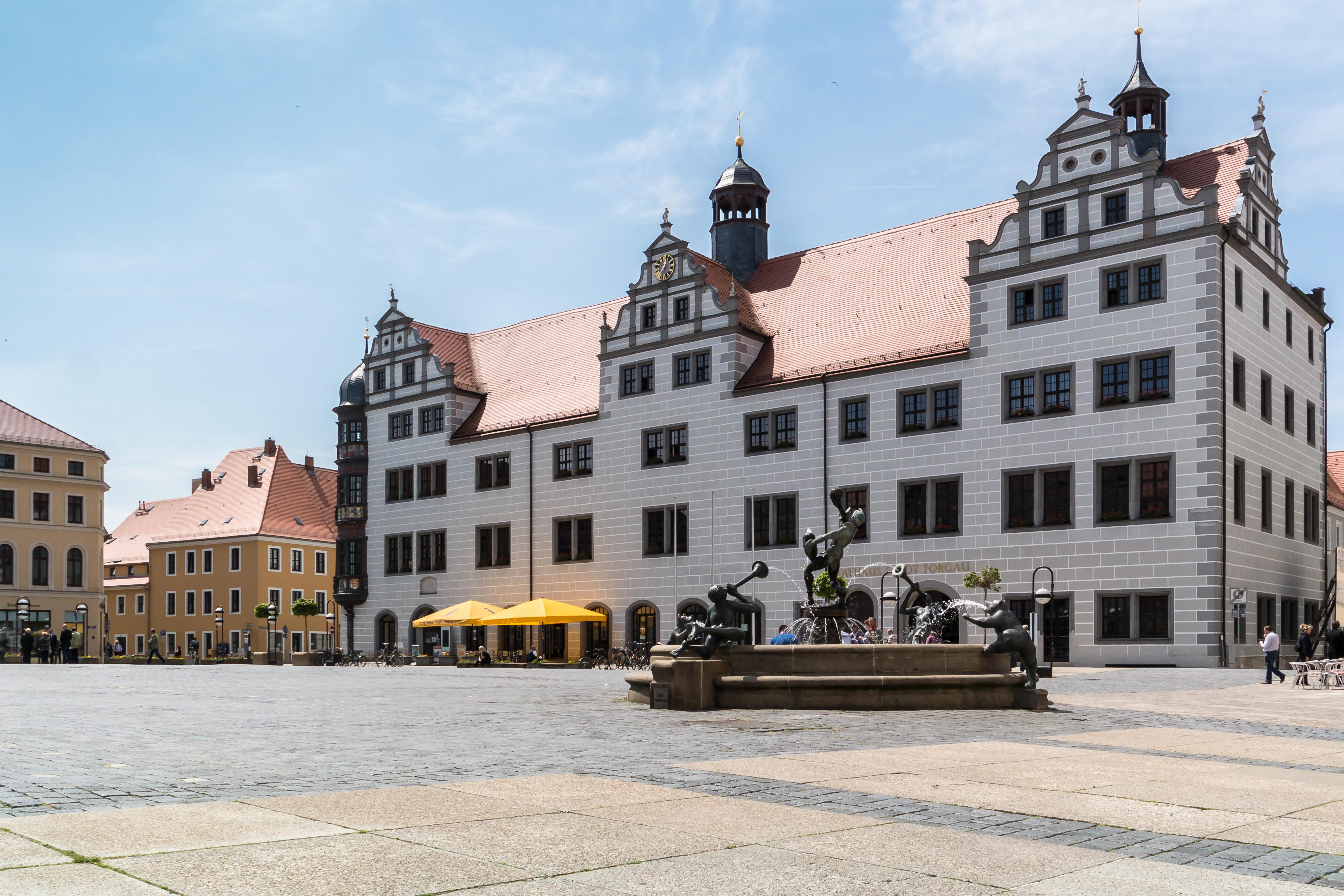
Рыночная площадь и ратуша
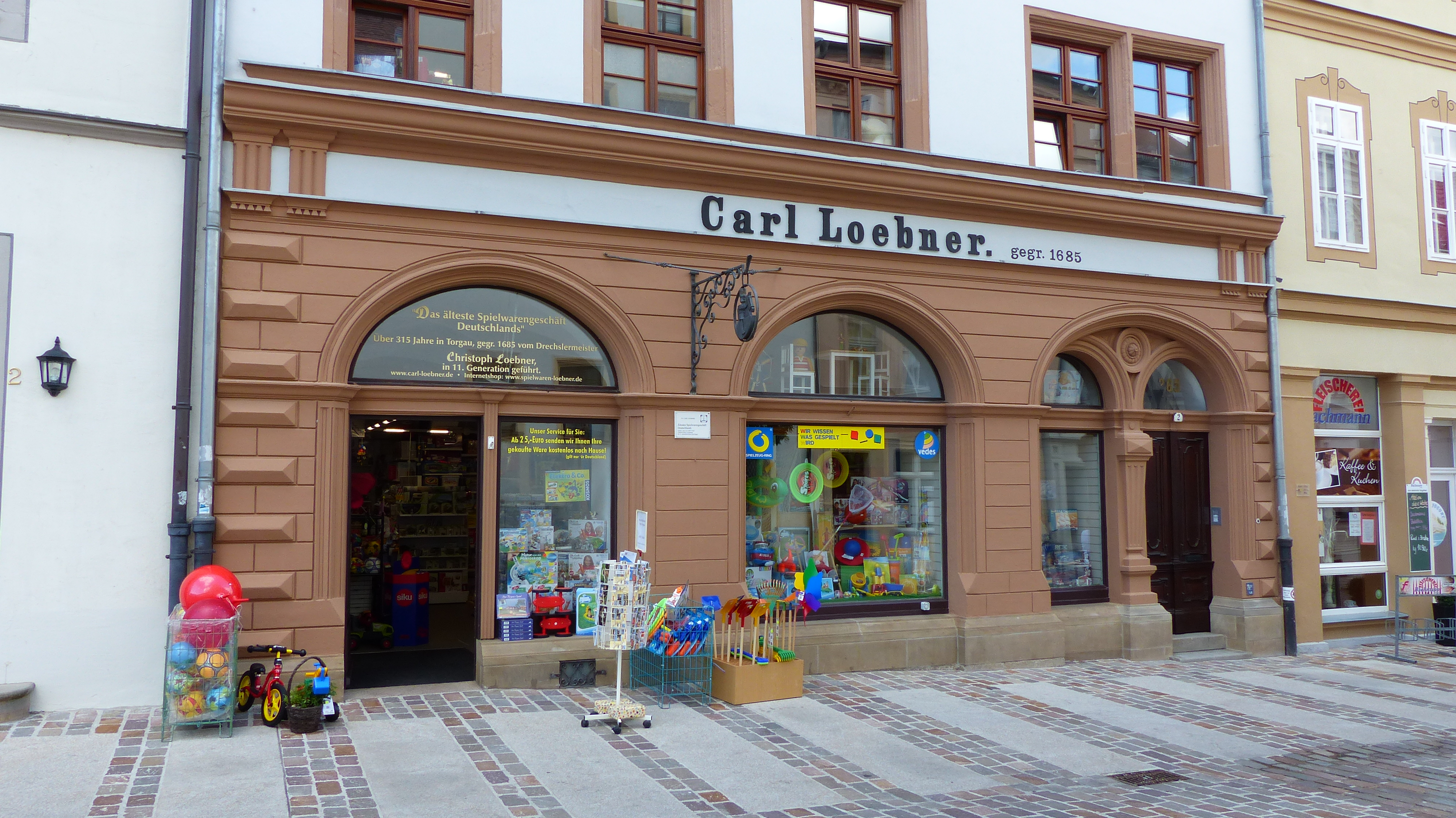
Магазин игрушек Карла Лёбнера
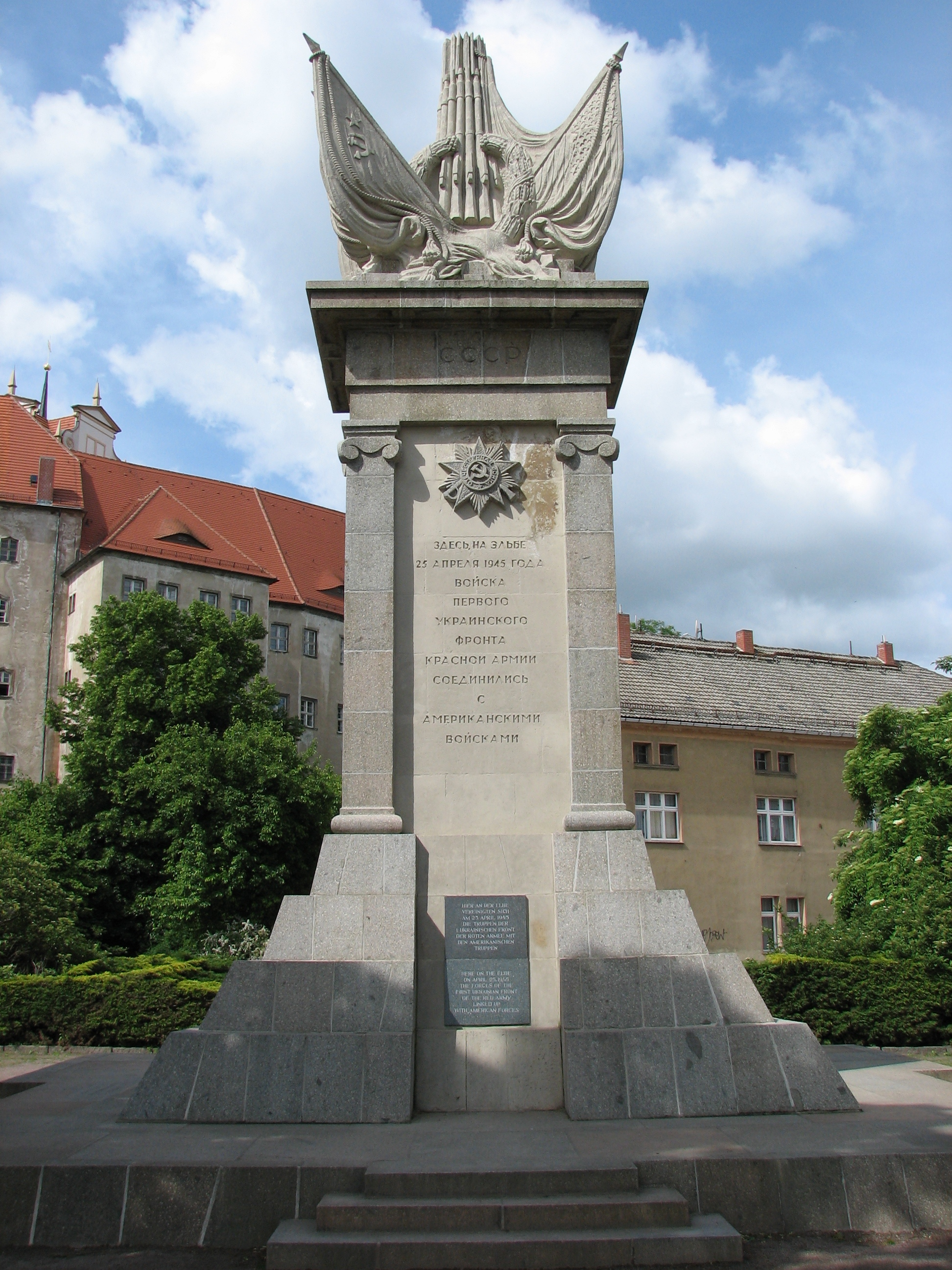
Мемориальный знак на месте встречи союзников